# クロマルハナバチ
クロマルハナバチ（黒丸花蜂、学名：Bombus ignitus）は、昆虫綱・ハチ目（膜翅目）・ミツバチ科に分類されるマルハナバチの一種。

## 分布
日本（本州・四国・九州、佐渡、隠岐、壱岐、対馬）、中国、朝鮮半島に分布する。
平野部の里山に生息する。クロマルハナバチは標高の低い地域に生息し、標高の高い地域に生息するオオマルハナバチと棲み分けしている。
クロマルハナバチは、環境省のレッドリスト2020でノサップマルハナバチとともに準絶滅危惧種に指定されている。また、福岡県レッドデータブック2014で絶滅危惧IB類に指定されるなど、都道府県レベルでも減少傾向が指摘されている。2021年6月の時点で、東京都と神奈川県で絶滅種とされていることを含めて16の都道府県でレッドデータリスト掲載種となっている。

## 特徴
近縁のコマルハナバチと比べて、体毛は短く整っておりボサボサとならない。
マルハナバチの中でも舌が短く、花筒が短い花を好む。花筒に穴をあける盗蜜を行い、他のハチがあけた穴を二次利用することもある。

## 利用
日本ではトマトのハウス栽培の花粉媒介昆虫としてヨーロッパ原産のセイヨウオオマルハナバチが利用されてきたが、外来種として問題視されるようになると、今度は日本に元々生息する在来種であるクロマルハナバチが代替で活用され始めた。しかし、大量生産された特定地域の個体群のクロマルハナバチが野外に逸出すれば、国内外来種として地域のマルハナバチを遺伝子レベルで脅かすことが懸念されている。クロマルハナバチはセイヨウオオマルハナバチと同等、もしくはそれ以上の問題を引き起こす危険性が指摘されている。